# Usher (ca sĩ)
Usher Raymond IV (sinh ngày 14 tháng 10, năm 1978), là một nam ca sĩ nổi tiếng người Mỹ thuộc dòng nhạc R&B, hip hop và pop, đồng thời là một diễn viên, nổi danh từ giữa thập niên 90 của thế kỉ XX. Cho đến nay, anh đã bán được khoảng 30 triệu album trên toàn thế giới và giành được 5 giải thưởng âm nhạc Grammy. Usher là một trong những chủ nhân của đội bóng rổ Cleveland Cavaliers. Ngoài ra, anh còn sở hữu một hãng thu âm của riêng mình mang tên US Records.

## Tiểu sử
Cha mẹ ruột của Usher là Usher Raymond III và Jonetta (O'Neal) Patton. Hai người đã chia tay vào năm 1980. Sau đó, Jonetta kết hôn với Terry Patton, nhưng rồi lại ly hôn vì buộc phải hy sinh cho sự nghiệp của Usher. James Lackey là người em trai cùng mẹ khác cha của anh. Anh được sinh ra tại Dallas, Texas, nhưng đã trải qua phần lớn quãng thời gian tuổi trẻ ở Chattanooga, Tennessee. Khi còn nhỏ, anh tham gia vào đội hợp xướng trong nhà thờ, nơi tài năng ca hát của anh được phát hiện. Lên tiểu học, Usher tham gia thành công vào một cuộc thi phát hiện tài năng với những màn trình diễn theo phong cách tựa như thần tượng của anh, Michael Jackson. Usher là một thành viên của một nhóm nhạc nam khi còn đang ở tuổi thiếu niên, mặc dù sau đó mẹ anh, (người đã trực tiếp quản lý sự nghiệp ca hát của anh trong suốt một thời gian dài) đã tách anh ra khỏi nhóm nhạc để hướng anh tập trung vào con đường ca hát chuyên nghiệp của riêng mình. Gia đình Usher sau đó chuyển đến Atlanta, Georgia, với niềm tin rằng thành phố này là nơi có nhiều cơ hội để tài năng của Usher được tỏa sáng. Tại Atlanta, Usher theo học cấp 2 tại trường trung học Haynes Bridge, cấp 3 tại trường đào tạo nghệ thuật biểu diễn Magnet North Springs, và được tham gia biểu diễn trong những dàn đồng ca.

## Sự nghiệp
Năm 13 tuổi, Raymond tham dự cuộc thi Star Search, được tổ chức bởi một đại diện bộ phận tìm kiếm tài năng trẻ của hãng thu âm LaFace, người sắp xếp những buổi thử giọng cho các tài năng trẻ với L.A. Reid. Sau cuộc thi, Usher đã nhanh chóng được công ty ký kết hợp đồng. Usher ra mắt làng nhạc với "Call Me A Mack," một bài hát anh thu âm cho album nhạc film của John Singleton, Poetic Justice. 

### 1994-1995:Usher(Album đầu tay)

Hình bìa album "Usher"-album đầu tay của ca sĩ Usher

Ngày 30 tháng 8, năm 1994, LaFace phát hành album solo đầu tay của Usher. Sean "P Diddy" Combs đã sáng tác một vài ca khúc trong album và đồng hợp tác sản xuất đĩa nhạc này. Album Usher được xếp thứ 25 trong bảng xếp hạng dành cho các album nhạc R&B và được biết đến qua 3 ca khúc: "Can U Get Wit It," "Think Of You," và "The Many Ways." Mặc dù album này đã mang lại cho Usher một vài sự chú ý của khán giả nghe nhạc thành thị, nó vẫn chưa phải là một album bán chạy và đã gần như bị thờ ơ bởi những fan nhạc pop; lượng đĩa bán ra khoảng 50.000 bản tại Mĩ (và 100.000 bản tại nước ngoài). Màu sắc âm nhạc già dặn trong album Usher bị đem ra bàn cãi bởi những nhà phê bình âm nhạc dựa trên tuổi đời còn rất trẻ của ca sĩ. Usher sau đó đã khẳng định rằng anh không hề cảm thấy thoải mái với hướng đi của album đầu tay.
Sau khi tốt nghiệp cấp 3, Usher tiếp tục trau dồi kĩ năng biểu diễn của mình trên sân khấu và chuẩn bị cho album thứ 2. Anh còn xuất hiện trong "Let's Straighten It Out," song ca cùng đồng nghiệp tuổi teen Monica năm 1995; và đến năm 1996 xuất hiện trong "Dreamin’", ca khúc đầu tiên được trích ra từ Rhythm of the Games, một album cổ động thế vận hội Olympic do LaFace phát hành.

### 1997-1998: My Way

Bìa album "My way" của ca sĩ Usher
.

Usher phát triển tình bạn tốt đẹp với Jermaine Dupri, đó là người mà Usher đã đồng sáng tác ca khúc và hợp tác sản xuất album thứ hai của mình, My Way, phát hành ngày 16 tháng 9 năm 1997. Ca khúc đầu tiên được trích ra từ album, "You Make Me Wanna" đã trở thành ca khúc mùa hè và hit No.1 chỉ ngay trong tuần thứ 2 được phát sóng trên radio-tuần lễ album được phát hành. "You Make Me Wanna" đứng trong top của bảng xếp hạng các ca khúc nhạc R&B/Hip-Hop trong suốt 11 tuần (trở thành ca khúc đứng lâu nhất trong bảng xếp hạng trong vòng hơn 3 năm) và đứng vị trí thứ #2 trong bảng xếp hạng nhạc Pop được 7 tuần (chỉ xếp thứ 2 sau ca khúc của Elton John:"Candle In the Wind"). Ca khúc này đã nằm trong bảng xếp hạng 71 tuần một cách đáng ngạc nhiên và trở thành đĩa đơn bạch kim đầu tiên của anh. Ca khúc thứ hai của album, "Nice & Slow," được phát hành vào tháng 11, và đến tháng 1 năm 1998, nó đã ở vị trí số #1 tại bảng xếp hạng Hot 100 Singles trong vòng 2 tuần, đồng thời giành được vị trí số #1 trong bảng xếp hạng các đĩa đơn nhạc R&B/Hip-Hop trong 8 tuần liền. Mùa hè sau đó, đĩa đơn cùng tên nằm trong album, My Way được xếp hạng #2 trong bảng xếp hạng nhạc Pop, và hạng #4 trong bảng xếp hạng R&B.
Cuối năm 1997, Usher bắt đầu tham gia vào một loạt tour diễn trong đó bao gồm tour diễn của Puffy-No Way Out, cùng với Mary J. Blige, và màn mở đầu trong tour The Velvet Rope của Janet Jackson. My Way đã được chứng nhận là đĩa bạch kim 6x tại Mĩ. Usher nhận đề cử giải Grammy đầu tiên của mình cho hạng mục "Nghệ sĩ nam R&B trình diễn xuất sắc nhất" với "You Make Me Wanna," và chính đĩa đơn này cũng đã đem lại cho anh đề cử giải thưởng âm nhạc Soul Train cho hạng mục ‘Đĩa đơn của nam nghệ sĩ R&B xuất sắc nhất.’
Usher thể hiện khả năng diễn xuất của mình lần đầu trong serie truyền hình Moesha của UPN, và anh đã được tái diễn nhiều lần trong serie này. Vai diễn đầu tiên của Usher là vào năm 1998 trong bộ phim The Faculty. Những hoạt động tay trái bên ngoài phòng thu của Usher sau đó đã đạt thành quả mĩ mãn khi anh giành được vai diễn trong vở kịch phát sóng buổi chiều The Bold and the Beautiful và xuất hiện trong serie phim gia đình Promised Land. Anh cũng đã hoàn tất diễn xuất trong 2 bộ phim, She's All That, và vai diễn chính đầu tiên trong Light It Up. Anh còn xuất hiện trong bộ phim "Geppetto" cùng với Drew Carey trên kênh Disney.
Usher là người tham gia nhiều hoạt động xã hội: anh được chọn làm phát ngôn viên quốc gia cho chiến dịch "Get Big On Safety" của Bộ Giao thông Vận tải Mĩ (tạm dịch là chiến dịch "An toàn giao thông"), và xuất hiện trong chương trình NBA Inside Stuff của NBC. Anh còn tham gia vào chương trình "Stay In School" của Hiệp hội Bóng rổ quốc gia NBA và biểu diễn tại một vài buổi liên hoan trong chương trình.
Album hoà nhạc đầu tiên của Usher, Live được phát hành năm 1999—với sự tham gia biểu diễn của Lil' Kim, Jagged Edge, Trey Lorenz, Shanice, Twista và Manuel Seal, và đã được RIAA đánh giá chất lượng "Vàng".

### 2001-2002: 8701

Hình bìa album "8701" của nam ca sĩ Usher
.

Album thứ ba của Usher, với tên gọi ban đầu là All About U, được dự kiến phát hành đầu năm 2001. Đĩa đơn đầu tiên, "Pop Ya Collar" (đồng sáng tác và sản xuất bởi Kevin "She'kspere" Briggs), ra mắt cuối năm 2000 và trở thành hit thứ #2 ở Anh, nhưng không mang lại thành công như ý ở Mĩ. Sau đó, lịch phát hành của album này đành bị hoãn và phải thực hiện lại vì một số ca khúc từ album đã lọt ra khỏi phòng thu và bị phát tán trên radio và Internet, nhưng chỉ nhận được sự phản ứng lạnh nhạt từ phía khán giả.
Sau khi đã được biên tập lại, album được đổi tên thành 8701 (dựa theo 2 mốc thời gian trong sự nghiệp của anh [1987-2001], và theo ngày phát hành của album: 7 tháng 8, năm 2001, hoặc 8/7/01). Hai đĩa đơn đầu tiên được trích từ album "U Remind Me" và "U Got It Bad" lần lượt lọt vào top U.S. Hot 100 singles chart trong bốn và sáu tuần lễ hè thu. Đầu năm 2002, "U Don't Have to Call," lọt vào top 5 nhạc Pop. Đĩa đơn cuối từ album, "U-Turn" được phát hành ngoài nước Mĩ, lọt vào top 20 ở Úc và Anh. 8701 được chứng nhận là đĩa bạch kim 4x, bán được khoảng 7 triệu bản trên toàn thế giới.
Tháng 2 năm 2002, Usher đoạt giải Grammy dành cho Nam nghệ sĩ R&B trình diễn xuất sắc nhất với ca khúc "U Remind Me." Năm sau đó, anh đoạt giải Grammy tương tự với "U Don't Have to Call," khiến Usher trở thành nghệ sĩ duy nhất ngoài Luther Vandross, cách đây hơn một thập kỉ, và Stevie Wonder (ở thập niên 70 của thế kỉ XX) giành được giải Grammy ở hạng mục này liên tiếp.
Hè năm 2002, Usher hát cùng với P. Diddy's trong "I Need a Girl, Part I." Những hoạt động của anh trong năm kết thúc với bộ ba serie truyền hình trong tháng 11, The Twilight Zone, 7th Heaven, Moesha, và American Dreams (trong vai Marvin Gaye).

### 2004-2006:Confessions

Bìa album Confessions.

Confessions, album thứ tư của Usher, được phát hành ngày 23 tháng 3, năm 2004—ngay khi ca khúc đầu tiên được trích từ album này, "Yeah!" đang ở tuần thứ 6 xếp hạng nhất trên bảng xếp hạng Billboard Hot 100 singles và tuần thứ 5 trên bảng xếp hạng Hot R&B/Hip-Hop Singles. Số lượng đĩa bán ra khoảng 1.1 triệu bản trong tuần đầu tiên của Confessions không những là số lượng đĩa của một nam nghệ sĩ R&B tiêu thụ trong tuần đầu tiên cao nhất trong 13 năm lịch sử của Soundscan (phá kỷ lục của R. Kellyvới 540.000 bản cho TP-2.com năm 2000)-mà còn là lượng đĩa của một nam nghệ sĩ bán ra trong tuần đầu tiên cao nhất từ sau album Marshall Mathers LP của Eminem (năm 2000 với 1.7 triệu bản).
Hai đĩa đơn tiếp theo được trích từ album: "Burn" và "Confessions Part II" cũng đã lọt vào bảng xếp hạng Billboard's Hot 100 singles, và nằm trong top 8 tuần liền. Usher trở thành nghệ sĩ thứ 3 trong nền công nghiệp nhạc pop (đồng thời là nghệ sĩ solo đầu tiên) có 3 ca khúc lọt vào top 10 của Hot 100 sau The Beatles năm 1964, và Bee Gees năm 1978. tháng 9 năm 2004, "My Boo," bài hát anh song ca cùng Alicia Keys (được thêm vào bản đặc biệt: Special Edition, phát hành nửa năm sau album), cũng đã leo lên hạng nhất và giúp anh trở thành ca sĩ có 28 tuần nằm trong top của bảng xếp hạng âm nhạc Mĩ năm đó. Tháng 12, đĩa đơn cuối của album "Caught Up" được xếp hạng #8 trên Hot 100. Confessions trở thành album thành công nhất trong năm; được đánh giá chất lượng "kim cương" ở Mĩ, đứng đầu bảng xếp hạng âm nhạc thế giới trong vài tuần lễ và cho đến nay đã tiêu thụ được hơn 15 nghìn bản trên toàn cầu.  Sau "Caught Up", Raymond tung ra đĩa đơn "Redlight" cũng nằm trong album Special Edition. []
Usher là chủ nhân của một số lượng giải thưởng khổng lồ, bao gồm 2 giải MTV Awards dành cho "Nam nghệ sĩ R&B," 3 giải thưởng âm nhạc thế giới-World Music Awards ("Nam nghệ sĩ xuất sắc nhất," "Nam nghệ sĩ Pop xuất sắc nhất" và "Nam nghệ sĩ R&B xuất sắc nhất")inh2 giải thưởng của tạp chí Source-Hip-Hop Music Awards ("Nam nghệ sĩ R&B của năm" và "Sự hợp tác R&B/Rap của năm," một giải Nordic Music Award, 3 giải thưởng Radio Music Awards, 4 giải thưởng âm nhạc Mĩ-American Music Awards, 11 giải Billboard Music Awards và 2 giải thưởng âm nhạc của MTV châu Âu-MTV Europe Music Awards. Tại lễ trao giải Grammy hàng năm lần thứ 47 vào năm 2005, Usher giành 3 giải Grammy, bao gồm: "R&B Performance by a Duo or Group With Vocals" (tạm dịch là "Màn trình diễn R&B xuất sắc nhất bởi song ca hay nhóm nhạc") (trong ca khúc "My Boo" song ca cùng Alicia Keys), "Rap/Sung Collaboration" (tạm dịch là "Hợp tác Rap hay hát xuất sắc nhất")(cho ca khúc "Yeah!") và "Contemporary R&B Album" (Album nhạc R&B đương đại) (cho Confessions).
Mùa xuân năm 2005, ca khúc "Lovers and Friends" của Lil'John với sự góp giọng của Usher và rapper Ludacris đã leo lên hạng #3 trong bảng xếp hạng Hot 100. Tháng 11 năm 2005, Usher đóng vai một người chỉnh nhạc tên Darrell trong bộ phim do Lions Gate sản xuất, tựa đề In the Mix.
Ngày 22 tháng 8, năm 2006, Usher đóng vai Billy Flynn trong một vở nhạc kịch tại Broadway tên Chicago, và nhận được những nhận định phê bình cả khen lẫn chê của giới chuyên môn về khả năng diễn xuất của anh.

## Đời tư
Usher được gọi là Godson of Soul, bởi James Brown (Người được mệnh danh là Godfather of Soul).
Tháng 6 năm 2007, Usher thông báo rằng anh và vị hôn thê Tameka Foster sẽ hạ sinh một đứa con vào mùa thu năm 2007. Đây sẽ là đứa con đầu tiên của Usher, và là đứa con thứ tư của Tameka, một nhà tạo mẫu đã ly dị chồng. Họ dự định tổ chức lễ cưới ngày 28 tháng 7 năm 2007, ở Hamptons, nhưng lễ cưới đã bất ngờ bị huỷ bỏ. Cuối cùng vào ngày 3 tháng 8 năm 2007, Usher và Foster đã tổ chức nghi thức lễ cưới bí mật tại văn phòng luật sư của anh tại Atlanta.
Cuộc hôn nhận kéo dài đến đầu năm 2010 thì Usher bất ngờ đệ đơn li dị lên toà án. Có tin rằng nam ca sĩ Usher và cô vợ cũ Tameka Foster đã ly thân được một thời gian trước khi Usher gửi đơn xin ly dị, nhưng Tameka lại cho biết họ vẫn thân mật trong cái tuần mà anh gửi đơn. Và trong văn bản của tòa án cũng có ghi cô ấy "có đủ lý do để tin rằng cuộc hôn nhân này vẫn bình thường". 
Trái lại, Foster tâm sự cô vẫn luôn yêu Usher. Hồi tháng Sáu vừa qua, nam ca sĩ của Yeah đã đệ đơn xin li dị vợ đồng thời đề nghị được nhận nuôi 2 cậu con trai mà anh có với Foster.
Nhà thiết kế thừa nhận cô đã rất sốc và bị tổn thương khi cầm trong tay lá đơn li dị bởi trước đó cô luôn quyết tâm sẽ làm mọi chuyện có thể để vun đắp cho cuộc hôn nhân của mình. Theo tư liệu mà luật sư của Foster gửi lên tòa án thì cô luôn cho rằng cuộc hôn nhân của cô rất ổn.
Dù đã chia tay, Foster vẫn không ngớt dành cho Usher những lời ngợi khen. Foster tâm sự với tạp chí Upscale: "Hôn nhân tan vỡ luôn là một chuyện tồi tệ và khủng khiếp. Chúng ta luôn mong rằng cuộc hôn nhân của mình sẽ hạnh phúc. Thế nhưng bạn biết đấy, không phải lúc đời sống vợ chồng cũng được suôn sẻ. Song dù có thế nào thì anh ấy (Usher) vẫn là một người đàn ông tuyệt vời. Tôi luôn yêu anh ấy".

## Danh sách đĩa nhạc
- Usher (1994)
- My Way (1997)
- 8701 (2001)
- Confessions (2004)
- Here I Stand (2008)
- Raymond v. Raymond (2010)
- Looking 4 Myself (2012)

## Danh sách phim
- Moesha trong vai Jeremy (1997–1998)
- The Bold And The Beautiful trong vai Raymond (1998)
- The Faculty (1998)
- She's All That (1999)
- Light It Up (1999)
- Geppetto (2000)
- Texas Rangers (2001)
- All That (2002)
- In the Mix (2005) trong vai Darrell
- Killers (2010) trong vai Kevin
- Justin Bieber: Never Say Never (2011) trong vai khách mời